# Notosphaeridion vestitum
Notosphaeridion vestitum là một loài bọ cánh cứng trong họ Cerambycidae.